# Castelguglielmo
Castelguglielmo (velenceiül Casteło) település Olaszországban, Veneto régióban, Rovigo megyében. Lakosainak száma 1534 fő (2023. január 1.). Castelguglielmo Bagnolo di Po, Canda, Fiesso Umbertiano, Lendinara, Pincara, San Bellino és Stienta községekkel határos.

## Népesség
A település lakossága az elmúlt években az alábbi módon változott:
| Lakosok száma | 1568 | 1565 | 1534 |
|               | 2017 | 2018 | 2023 |